# Österviks station
Östervik är en hållplats på Saltsjöbanan i Östervik, Nacka kommun. 

## Historik
Österviks station är belägen i villaområdet Östervik. Den öppnades den 15 maj 1902. Östervik räknas som en av de stationer längs Saltsjöbanan som ligger i natursköna omgivningar.  Stationen består av en perrong, en väntkur samt en transformatorstation. Plattformen består av trä byggd på en bergsknall. 2007 omkom en 18-åring på stationen som försökte korsa spåret. Avståndet till ändstationen Slussen i centrala Stockholm är 10,3 kilometer. En utredning från SL under 2008 meddelade att Östervik måste ha två plattformar för att man ska kunna trafikera med tiominuterstrafik på linjen.

## Galleri

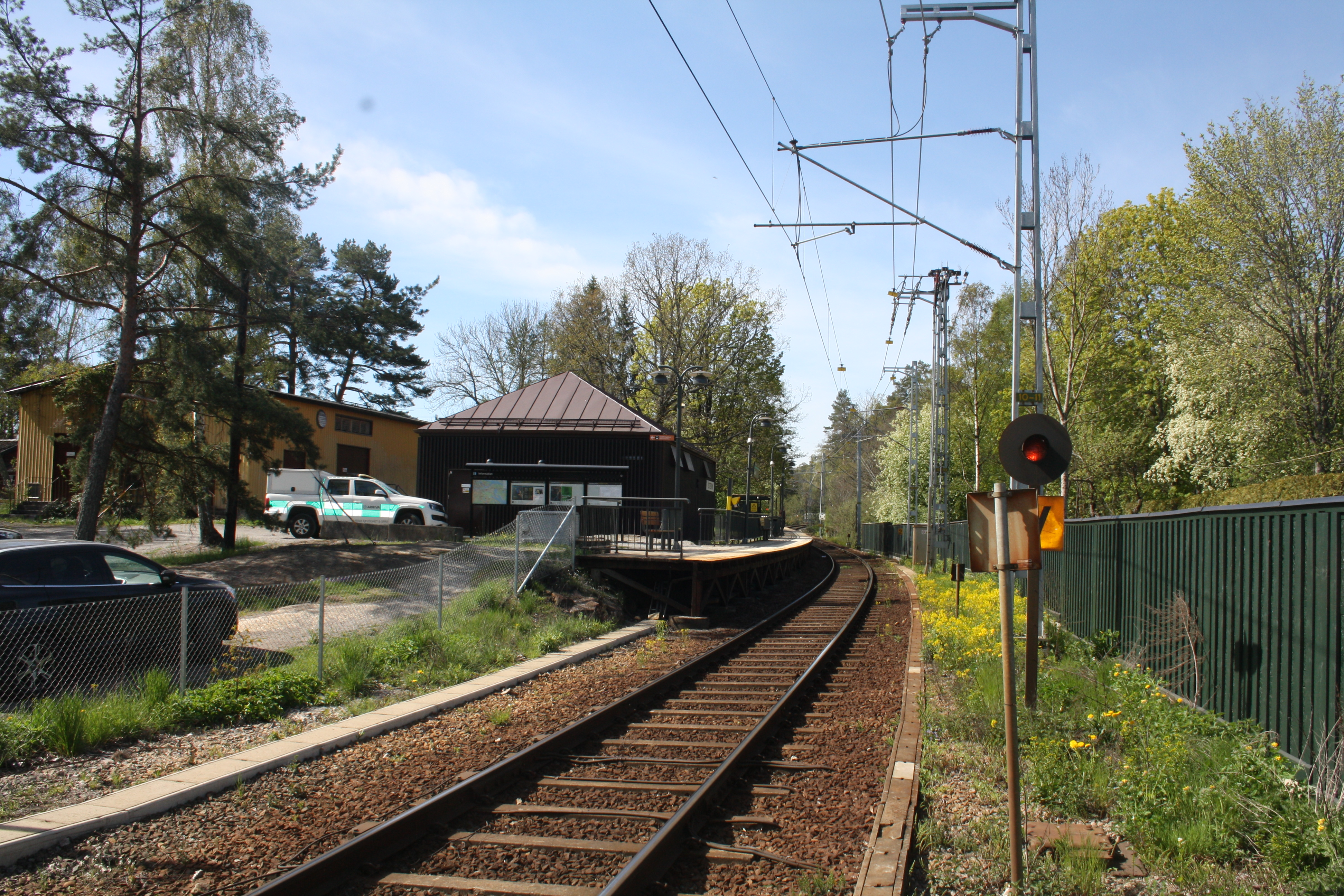
Hållplatsen
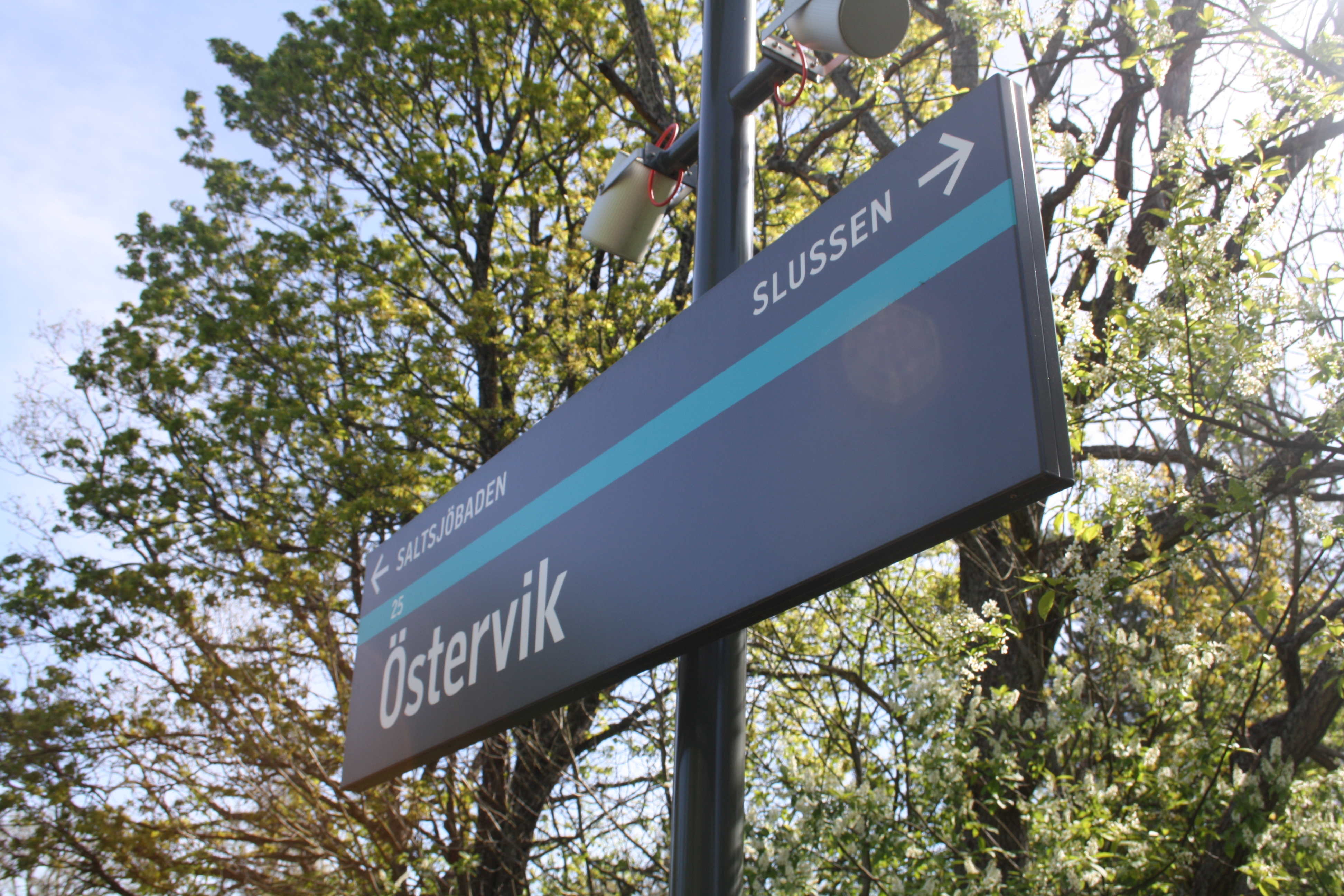
Hållplatsskylt
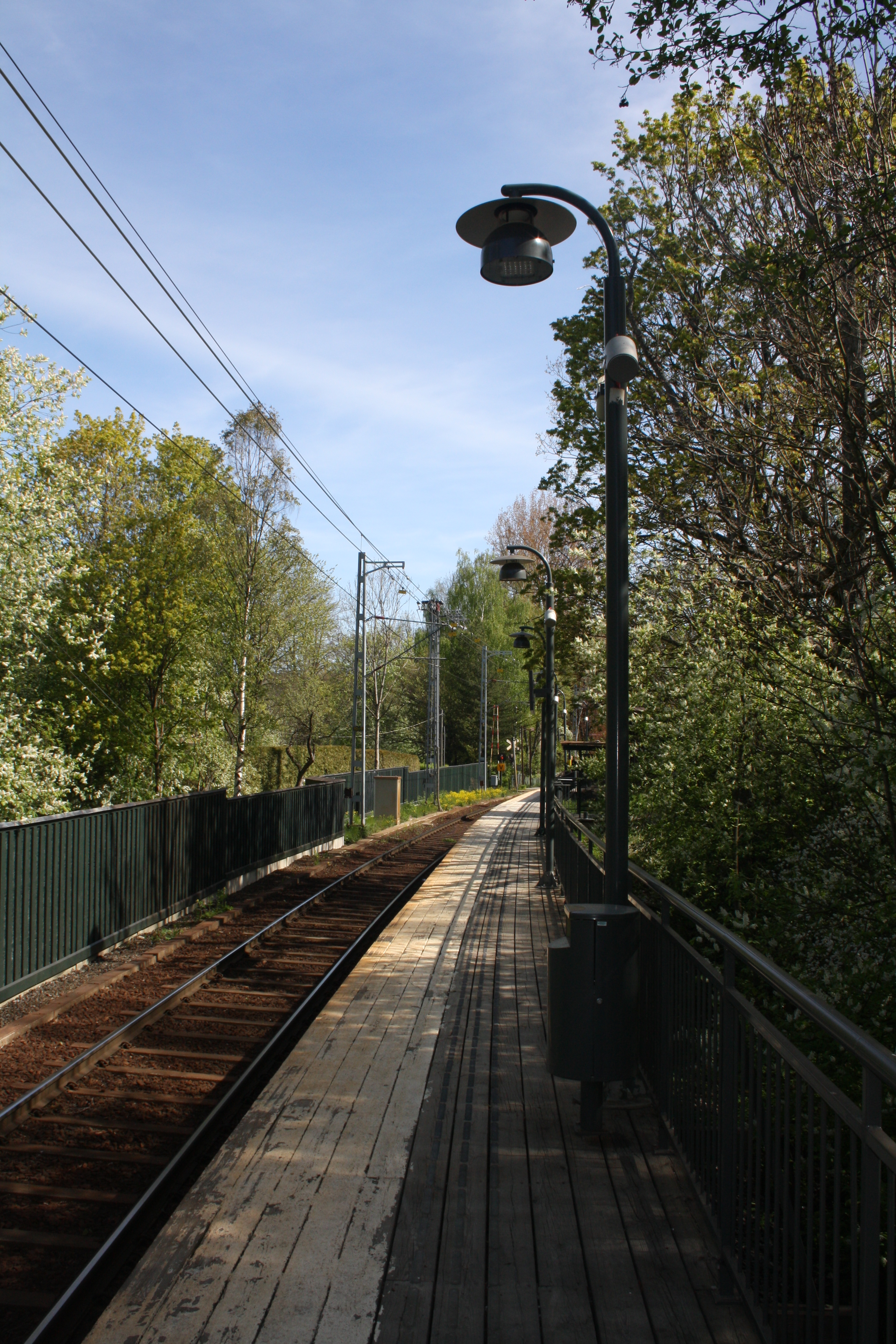
Perrongen